# Rukwatitan
Rukwatitan bisepultus is een plantenetende sauropode dinosauriër, behorend tot de Titanosauriformes, die tijdens het midden van het Krijt leefde in het gebied van het huidige Tanzania.

## Vondst en naamgeving
Op 9 juni 2007 werden door Joseph Sertich in de Namba 2-groeve fossielen ontdekt die uit een kloofwand van het Rukwariftbassin staken. Met behulp van lokale mijnbouwingenieurs werden die in 2007 en 2008 geborgen. De fossielen bleken ten dele toe te behoren aan een lid van de Crocodyliformes, Rukwasuchus yajabalijekundu, ten dele aan een nog onbekende sauropode.
De typesoort Rukwatitan bisepultus is 2014 benoemd en beschreven door Eric Gorscak, Patrick O’Connor, Nancy Stevens en Eric Roberts. De geslachtsnaam combineert een verwijzing naar het Rukwameer met titaan, een gebruikelijk achtervoegsel in de namen van titanosauriërs. De soortaanduiding betekent "dubbel begraven" in het Latijn, een verwijzing naar het feit dat de fossielen herwerkt zijn, eerst begraven in moddergesteente dat daarna weer door een rivier geërodeerd werd zodat ze uiteindelijk weer, meer verspreid, met zandsteen werden bedekt.

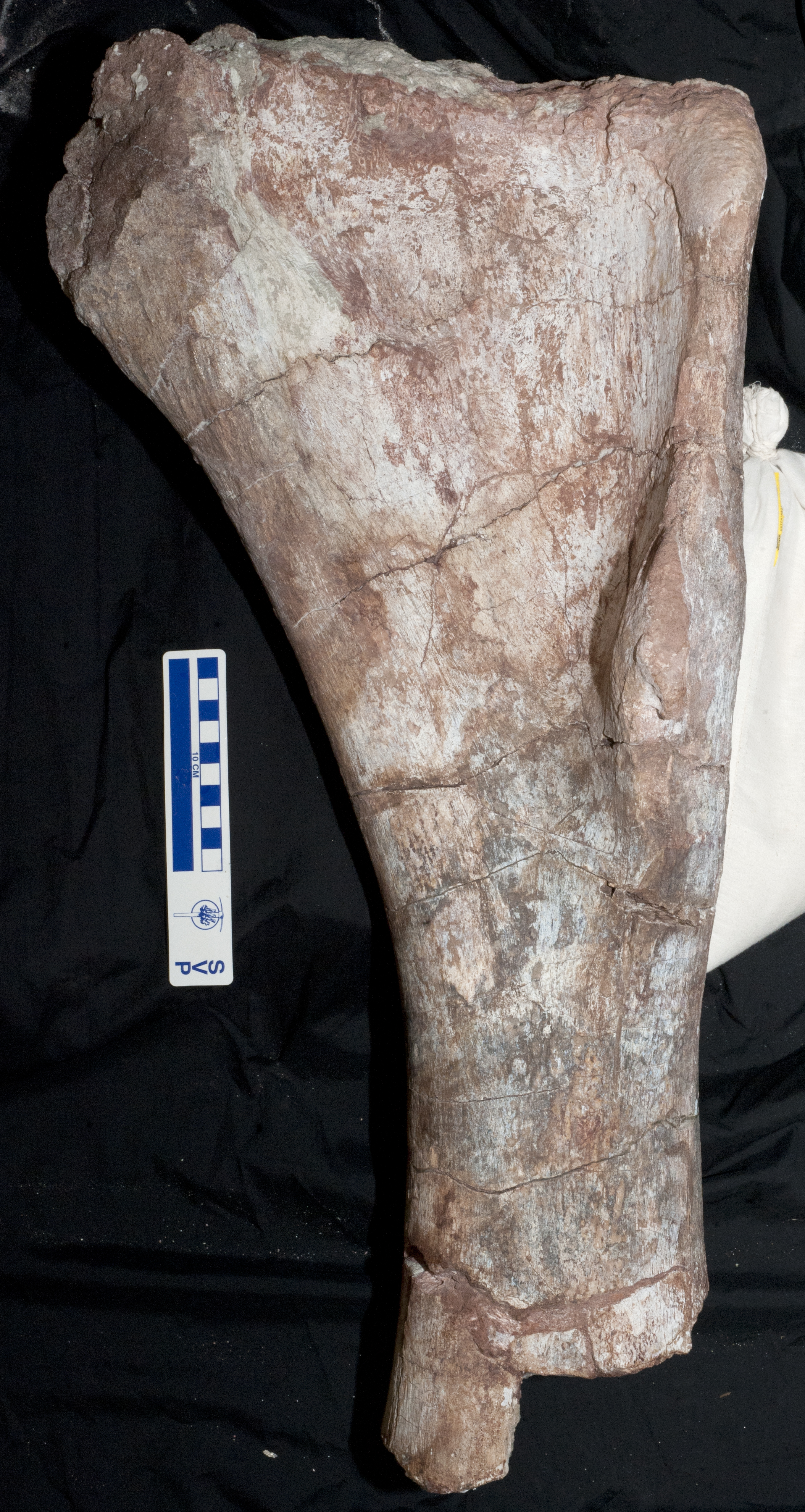
Een opperarmbeen

De fossielen, holotype RRBP 07409, zijn gevonden in de Namba-afzetting van de Galoelaformatie die volgens de beschrijving uit 2014 dateert uit het Albien-Cenomanien en zijn daarmee ongeveer honderd tot honderdtien miljoen jaar oud. In 2019 echter werd bij de beschrijving van de in dezelfde formatie maar in de Mtuka-afzetting gevonden Mnyamawamtuka voor Rukwatitan een veel jongere leeftijd aangehouden, de Namba-afzetting in het Campanien daterend. Ze bestaan uit twee dozijn beenderen van een gedeeltelijk in verband liggend skelet zonder schedel. Ze omvatten drie achterste halswervels, een stuk van de wervelboog van een voorste ruggenwervel, drie voorste staartwervels, zes middelste staartwervels, twee chevrons, talrijke stukken van ribben, de bovenkant van een linkerschouderblad, beide ravenbeksbeenderen, een linkeropperarmbeen, een rechterellepijp, een linkerdarmbeen en de bovenkant van een rechterschaambeen. Naast dit skelet is nog een los rechteropperarmbeen toegewezen, specimen RRBP 03151 uit een andere locatie.

## Beschrijving
Rukwatitan heeft een geschatte lengte van rond de negen à tien meter, met een lichaamsgewicht van zo'n vijf ton. De voorpoot werd ongeveer twee meter lang.
De beschrijvers wisten enkele onderscheidende kenmerken vast te stellen. De achterste halswervels hebben op hun achterste onderkant zwak ontwikkelde uitsteeksels die de halsslagader geleiden. De achterste halswervels hebben op hun voorste onderkant gepaarde ondiepe groeven die niet gescheiden zijn door een kiel. De achterste staartwervels hebben achter de voorste richel tussen de diapofyse en het wervellichaam een van voor naar achter langwerpige en onverdeelde groeve die de onderkant van de diapofyse diep uitholt. De onderkant van de onderste ribkop van de nekribben heeft een extra bult, aan de buitenzijde van de beennaad met de parapofyse. Het opperarmbeen heeft een vierkante doorsnede door een afgevlakte voorkant, achterkant en zijkanten. Het bovenste opperarmbeen heeft een diepe verticale groeve voor de aanhechting van de Musculus coracobracchialis die doorloopt tot het midden van de schacht en begrensd wordt door een sterk naar voren uitstekende deltopectorale kam en een sterk ontwikkelde richel aan de voorste binnenrand. Het darmbeen heeft een slank, gekromd, druppelvormig aanhangsel voor het schaambeen waarvan de punt naar achteren gericht is terwijl het aanhangsel overdwars licht breder is dan lang in zijaanzicht. 
Rukwatitan verschilt van de ongeveer even oude en geografisch niet ver verwijderde Malawisaurus in zwak ontwikkelde gewrichtsvlakken tussen de staartwervels en de chevrons, naar achteren hellende doornuitsteeksels op de middelste staartwervels, een opperarmbeen dat bovenaan robuust is maar onderaan niet verbreed, en een ravenbeksbeen dat van voren naar beneden verbreed is.

## Fylogenie
Rukwatitan is in de Titanosauria geplaatst als een mogelijke verwant van de eveneens Afrikaanse titanosauriër Malawisaurus. De positie in de Titanosauria is basaal, buiten de Lithostrotia zoals blijkt uit onverdeelde pleurocoelen op de halswervels; sterk procoele, van voren holle, voorste staartwervels waarbij de punt van de achterste bolle kant boven het midden van de wervelhoogte ligt; niet-gevorkte chevrons met een groot haemaalkanaal; en een haakse buitenhoek aan het bovenste opperambeen. Opvallend is dat Rukwatitan, anders dan de meeste titanosauriërs, geen lengtegroeve heeft aan de onderzijde van de staartwervels. De verwantschappen tonen geen simpele scheiding tussen Afrikaanse en Zuid-Amerikaanse titanosauriërs maar een regionale tegenstelling tussen de zuidelijker Rukwatitan en Malawisaurus aan de ene kant en de noordelijker Aegyptosaurus en Paralititan aan de andere kant.